# Lavangen
Lavangen (nordsamisch Loabák) ist eine Kommune in Nordnorwegen in der Provinz (Fylke) Troms. Die Kommune hat 985 Einwohner (Stand: 1. Januar 2025). Verwaltungssitz ist der Ort Tennevoll.

## Geografie
Die Gemeinde Lavangen umfasst das Gebiet rund um den gleichnamigen Fjord Lavangen und das Gebirgstal Spansdalen. An der Küste ist das Gebiet flach, nördlich und südlich davon gibt es größere Erhebungen und mehrere Täler. Die höchste Erhebung ist der Ruŋgugáisá (norwegisch: Spanstinden) mit 1457,2 moh. Durch das Spansdalen fließt der Spansdalelva, der bei Tennevoll ins Meer fließt.
Durch das Gebiet der Gemeinde verläuft die Europastraße 6 (E6), die über den Fylkesvei 84 mit Tennevoll angebunden ist.

## Geschichte
Die Kommune wurde im Jahr 1907 gegründet, als sie von Ibestad ausgegliedert wurde. Im Jahr 1964 wurde Lavangen mit Salangen zusammengelegt, 1977 wurde es erneut eine eigenständige Gemeinde.

## Einwohner
Die Gegend ist samisch geprägt und in der Kommune leben viele Samen. Von 1946 bis 2011 ging die Zahl der Einwohner um 45 Prozent auf 1003 Einwohner zurück. Tennevoll ist der einzige sogenannte Tettsted, also die einzige Ansiedlung, die für statistische Zwecke als eine städtische Siedlung gewertet wird. Zum 1. Januar 2024 lebten dort 300 Einwohner.
Die Einwohner der Gemeinde werden Lavangsværing genannt. Lavangen hat weder Nynorsk noch Bokmål als offizielle Sprachform, sondern ist in dieser Frage neutral. Da die Kommune Teil des samischen Verwaltungsgebiets ist, ist die norwegische Sprache dem Samischen gleichgestellt. Die Einwohner haben dadurch unter anderem einen Anspruch darauf, die Kommunikation mit öffentlichen Organen in einer samischen Sprache laufen zu lassen.
| Jahr          | 1986 | 1990 | 1995 | 2000 | 2005 | 2010 | 2015 | 2020 | 2025 |
| ------------- | ---- | ---- | ---- | ---- | ---- | ---- | ---- | ---- | ---- |
| Einwohnerzahl | 1192 | 1149 | 1117 | 1052 | 1029 | 1012 | 1008 | 1034 | 985  |

## Wirtschaft
Die Landwirtschaft wird geprägt von Schaf- und Rinderhaltung. In der industriellen Produktion sind vor allem die Holz- und Möbelindustrie von Bedeutung. Im Jahr 2019 arbeiteten von 427 Menschen 260 in Lavangen selbst, danach folgten die Gemeinden Salangen (51 Personen) und Tromsø (20).

## Persönlichkeiten
- Cecilie Myrseth (* 1984), Politikerin, wuchs in Lavangen auf
- Sandra Borch (* 1988), Politikerin